# Steven Mnuchin

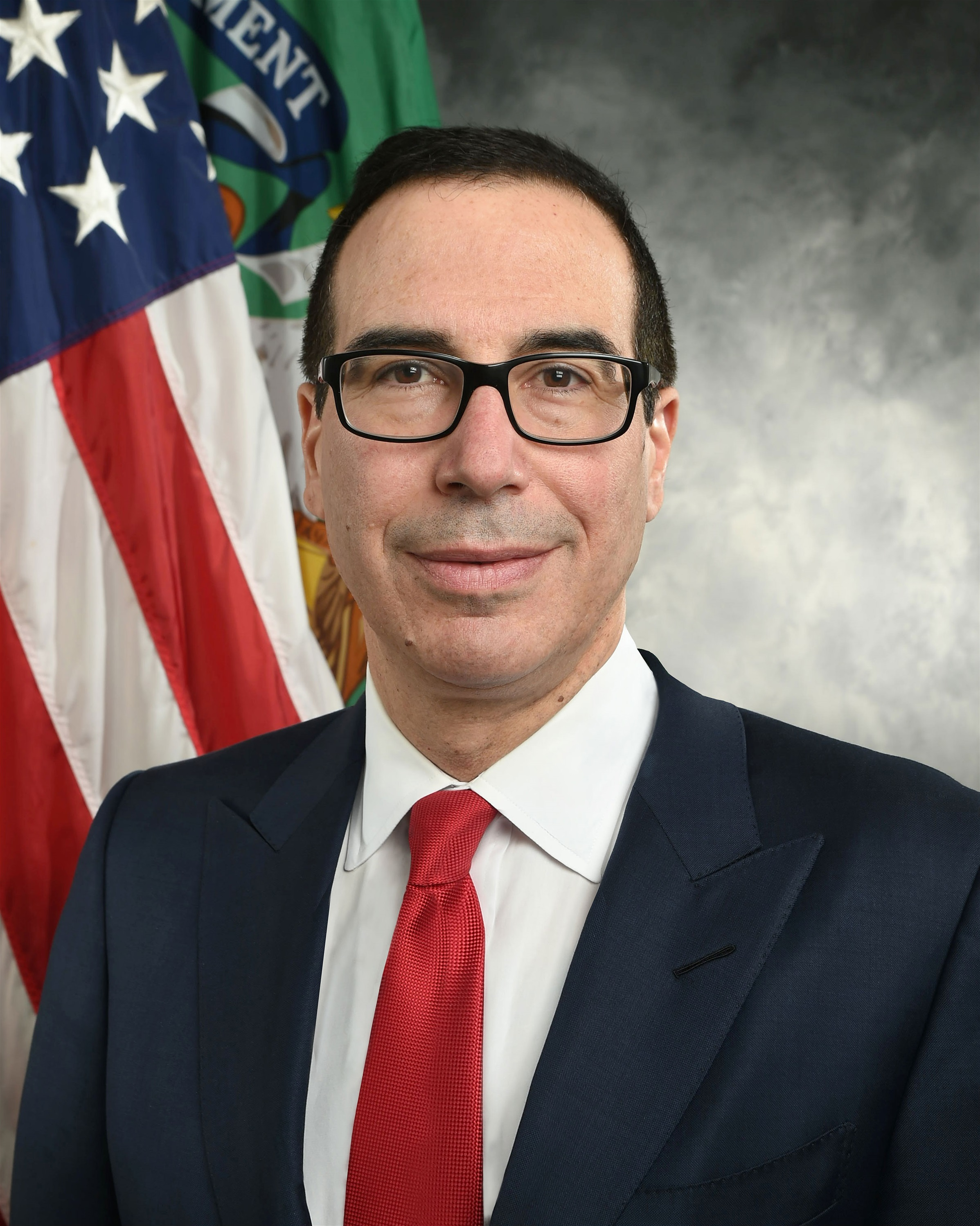
Steven Mnuchin (2017)

Steven Terner „Steve“ Mnuchin [ˈstiːvn  məˈnuːʃɪn] (* 21. Dezember 1962 in New York) ist ein US-amerikanischer Investor und Politiker. Er war vom 13. Februar 2017 bis zum 20. Januar 2021 Finanzminister der Vereinigten Staaten in der Regierung Trump. Der Millionär arbeitete 17 Jahre lang bei der Investmentbank Goldman Sachs, leitete anschließend einen Hedgefonds und betätigte sich als Hollywood-Produzent und politischer Fundraiser.
Er ist nach Robert Rubin und Henry Paulson der dritte US-amerikanische Finanzminister seit Mitte der 1990er Jahre, der zuvor bei Goldman Sachs gearbeitet hat.

## Leben
Mnuchin wurde 1962 in die jüdische Familie von Elaine Terner Cooper aus New York und Robert E. Mnuchin aus Washington (Connecticut) geboren. Mnuchins Urgroßvater, der in Russland geborene und später in Belgien ansässige Diamantenhändler Aaron Mnuchin, war 1916 in die USA emigriert. Der Großvater Steven Mnuchins, Leon Mnuchin, arbeitete als Anwalt und gründete einen Yachtclub in den noblen Hamptons vor New York. Mnuchins Vater Robert, der 1933 geboren wurde, schloss 1955 sein Studium an der Universität Yale ab und arbeitete 30 Jahre lang bei Goldman Sachs, letztlich als Partner. Danach wurde er Kunsthändler und gründete in New York eine Galerie.
Der Familienname Mnuchin ist von dem verbreiteten hebräischen Namen Menachem bzw. Menahem abgeleitet.

## Laufbahn
Wie sein Vater studierte Mnuchin an der Elite-Universität Yale, an der er an der Studentenzeitung Yale Daily News mitwirkte und der Studentenverbindung Skull & Bones angehörte. Während seiner Zeit in Yale wohnte er gemeinsam mit Edward Scott Lampert (* 1962) und Salem Tschalabi (* 1963), dessen Onkel Ahmad Tschalabi später den Irakischen Nationalkongress (INC) gründete, im eleganten Taft Hotel in New Haven.
Nach seinem Abschluss 1985 wurde er Investmentbanker bei Goldman Sachs und war dort insbesondere für die Geschäfte mit Hypothekenpapieren sowie Kreditversicherungen zuständig – beides Bereiche, die bei der Weltfinanzkrise ab 2007 eine wichtige Rolle spielten. Sein Mentor bei Goldman Sachs zu dieser Zeit wurde Michael P. Mortara, der ihm zeigte, wie die Investmentbank von der Sparkassenkrise in den USA in den 1980er Jahren profitieren konnte, indem sie die Anteile strauchelnder Sparkassen billig aufkaufte. Mnuchin arbeitete 17 Jahre bei Goldman Sachs, 1994 wurde er wie sein Vater Goldman-Sachs-Partner. 2002 verließ Mnuchin die Investmentbank und arbeitete mit seinem Studienkollegen Edward Scott Lampert, der 2004 Chairman der Sears Holdings Corporation geworden war, zusammen. 2004 entwickelte er seinen eigenen Hedgefonds Dune Capital Management.
Er wechselte an die Westküste und zusammen mit seinem Partner und Großfinanzier George Soros kaufte Mnuchin für 900 Millionen Dollar die Rechte an 59 Filmen des Studios Dreamworks, das der Medienmulti Viacom kurz zuvor für 1,6 Milliarden Dollar erworben hatte. Mnuchin war für Soros’ Fund Management tätig. Anschließend gründete er gemeinsam mit Brett Ratner und James Packer RatPac-Dune Entertainment, die eine Reihe Filme produzierte, darunter Wonder Woman, Sully, das X-Men-Film-Franchise und Avatar (2009). Inzwischen (April 2017) hält Leonard Blavatniks Access Entertainment die Mehrheitsbeteiligung an der Produktionsfirma.
Mnuchin beschloss mitten in der großen Finanzkrise, wieder ins Bankgeschäft zurückzukehren, und war einige Jahre an der Spitze der Immobilienbank OneWest, die 2015 an die CIT Group verkauft wurde. Gemeinsam mit einer Gruppe von Investoren – darunter neben den Hedgefonds-Größen Soros und Paulson auch Ex-Goldman-Vorstand und Private-Equity-Finanzier Christopher Flowers sowie Tech-Milliardär Michael Dell – hatte Mnuchin das Finanzunternehmen unter dem Namen IndyMac Bank 2009 übernommen. Gegen Mnuchin wurde in mehreren Verfahren wegen unlauterer Geschäftspraktiken ermittelt. Kritiker gaben ihm den Spitznamen „Mr. Zwangsversteigerung“, weil er als Chef der Immobilienbank OneWest säumige Immobilienbesitzer unter Ausnutzung der rechtlichen Möglichkeiten aus ihren Häusern geklagt hatte. 2015 verkaufte die Gruppe den Finanzdienstleister wieder, wobei sich der Einsatz von 1,55 Milliarden Dollar auf einen Verkaufspreis von 3,4 Milliarden Dollar mehr als verdoppelt hatte.

## Politisches Engagement
Bei den Wahlen 2008 hatte Mnuchin für die demokratischen Kandidaten Barack Obama und Hillary Clinton gespendet, 2012 aber den Republikaner Mitt Romney im Wahlkampf um die 2012 US-Präsidentenwahl unterstützt. Im Mai 2016 wurde er Finanzchef der Donald-Trump-Kampagne.
Im Dezember 2016 nominierte der designierte US-Präsident Donald Trump Mnuchin zum US-Finanzminister in sein Kabinett. Für Kritik sorgte dabei unter anderem die Tatsache, dass er an der Spitze von OneWest für viele Zwangsvollstreckungen bei Eigenheimbesitzern verantwortlich war.

## Politische Haltungen
Steven Mnuchin kündigte vor seiner Amtseinführung massive Steuersenkungen für Unternehmen und Privatpersonen an, um amerikanische Unternehmen zu den „wettbewerbsfähigsten der Welt“ zu machen. Er möchte Infrastrukturmaßnahmen im Umfang von mehreren Milliarden Dollar umsetzen.
Mnuchin galt nach einem Artikel der New York Times vom Dezember 2017 als eine der entscheidenden Stimmen für den Erhalt eines Steuerschlupfloches um Gewinnbeteiligungen für Fondsmanager, das Präsident Trump hatte schließen wollen.

## Privatleben
Mnuchin ist in dritter Ehe mit der schottischen Schauspielerin Louise Linton verheiratet; das Paar lebt im kalifornischen Bel Air. Aus zweiter Ehe hat er drei Kinder. Sein Privatvermögen wird auf 500 Millionen US-Dollar geschätzt.